# Intercambio (transporte ferroviario de mercancías)

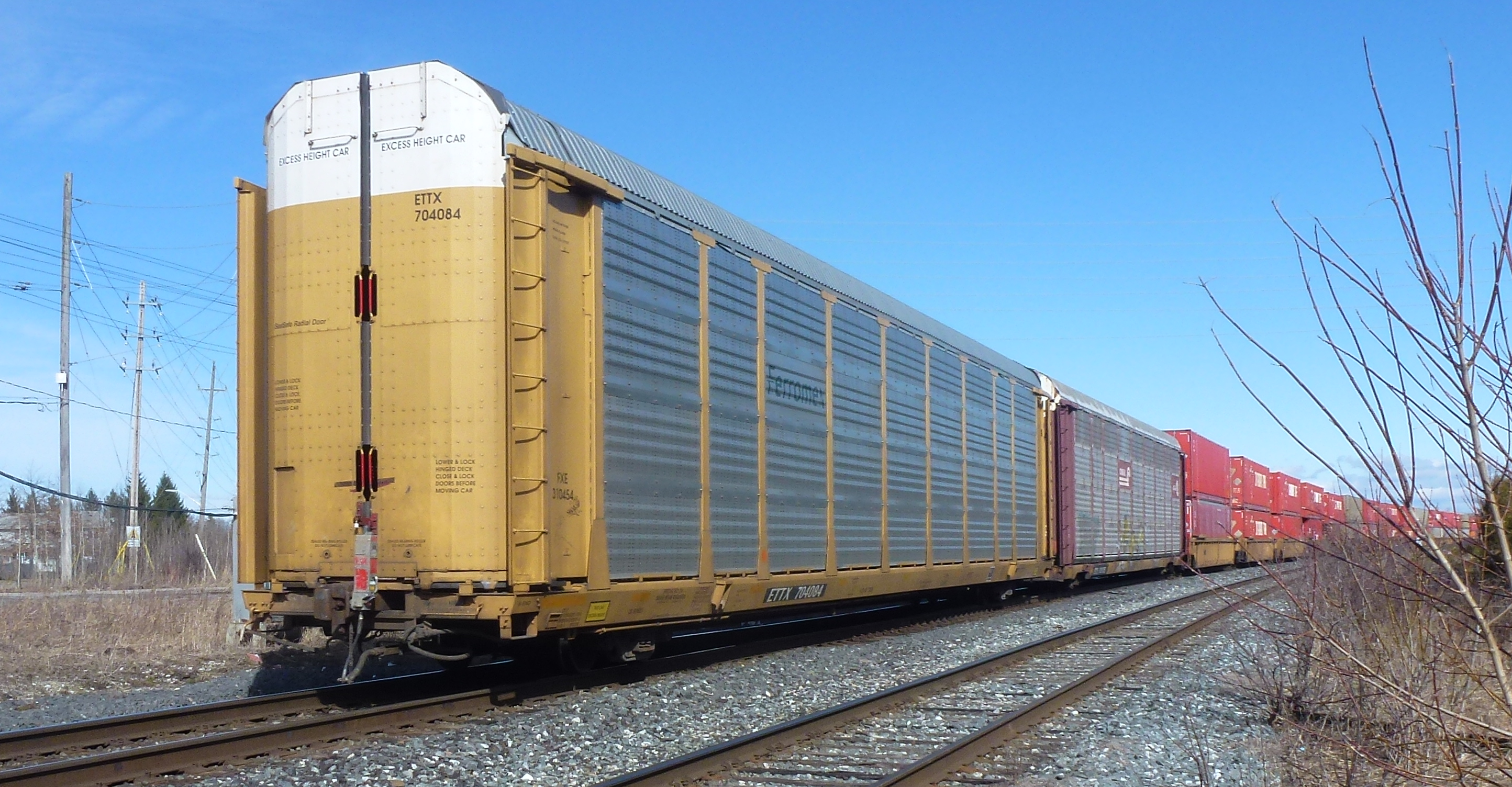
El intercambio es a veces internacional. Aquí se ve un vagón del Grupo México Transportes, con sede en México, en un tren de Canadian Pacific en Bolton (Ontario), Canadá

En el transporte ferroviario de mercancías se denomina intercambio a la práctica de transportar vagones de otras compañías. Este procedimiento beneficia a los transportistas, cuya carga de otro modo tendría que ser transbordada si el punto de origen y el de destino no son atendidos por la misma empresa.
El término coche transbordado se utiliza para denominar a un coche de pasajeros en cuyo trayecto pasa de un tren a otro, incluso dentro de la red de un mismo titular.
El intercambio es a veces equivalente a la práctica de demora en el transporte marítimo.